# Kalpana Patowary
Kalpana Patowary (née le 27 octobre 1978 à Barpeta, Assam) est une chanteuse de playback indienne.

## Carrière
Patowary naît dans une famille Yogi Nath de la communauté Nath sampradaya du district de Barpeta. Elle est étudiante au Cotton College de Guwahati. Formée à la musique folklorique de Kamrupiya et Goalporiya par son père, le chanteur traditionnel Sri Bipin Nath Patowary, Kalpana commence à se produire publiquement à 4 ans avec son père et est également formée en tant que Sangeet Visharad en musique classique indienne à la Bhatkhande Sanskriti Vishwavidyalaya, à Lucknow. Elle chante de nombreuses formes de musique folklorique Bhojpuri, notamment Purvi, Pachra, Kajri, Sohar, Vivaah geet, Chaita et Nautanki.
Tout au long de sa carrière musicale solo, elle chante dans plus de 32 langues, dont le bhoshpuri, l'assamais, l'hindi, le marathi, le bengali et l'anglais.
Patowary est la première femme à enregistrer et à chanter dans le style Chhaprahiya Purvi, un genre auparavant dominé par les artistes masculins.
Patowary est la première chanteuse de Bhojpuri à présenter la tradition séculaire de Khadi Birha sur les scènes internationales. Elle reçoit une invitation à se produire lors d'une tournée de 15 jours dans quatre pays d'Amérique latine, organisée par le ministère des Affaires culturelles pour commémorer l'Indian Arrival Day.
En 2018, elle chante lors de la cérémonie de clôture des Jeux du Commonwealth de 2018 à Gold Coast, en Australie.

## Carrière politique
En juillet 2018, Patowary devient membre du Bharatiya Janata Party lors d'une cérémonie avec la présence de son président, Amit Shah, et du vice-ministre en chef du Bihar, Sushil Kumar Modi, à Patna.
En octobre 2020, Patowary s'affilie à l'Asom Gana Parishad lors d'un événement organisé au siège du parti à Guwahati. Lors des élections à l'Assemblée de l'Assam en 2021, Patowary se présente comme candidate représentant l'Asom Gana Parishad dans la circonscription de Sarukheri. Jakir Hussain Sikdar la défait.